# Shaquan Davis
Shaquan Davis (ur. 11 listopada 2000 w Kingston) – jamajski piłkarz występujący na pozycji bramkarza, reprezentant Jamajki, od 2023 roku zawodnik Mount Pleasant.